# Епархия Орлеана
Епархия Орлеана (лат. Dioecesis Aurelianensis, фр. Diocèse d'Orléans) епархия Римско-католической церкви в архиепархии-митрополии Тура во Франции. В настоящее время епархией управляет епископ Жак Блакар. Почетный епископ – Андре Луи Фор.
Клир епархии включает 176 священников (146 епархиальных и 30 монашествующих священников), 31 диакон, 51 монах, 227 монахинь.
Адрес епархии: 14 Cloitre Saint Aignan, 45057 Orleans CEDEX 1, France.

## Территория
В юрисдикцию епархии входят 294 приходов в департаменте Луары.
Все деканаты включены в 4 пастырские зоны: Орлеан включает 6 деканатов, Беок – 3 деканата, Гатине и Жьенуа – 5 деканатов, Валь де ля Луар и Солонь – 4 деканата.
Кафедра епископа находится в городе Орлеан в церкви Святого Креста.

## История
Кафедра Орлеана была основана в III веке. В начале она была епископством суффраганством архиепархии Санса.
В VIII - IX веке во главе епархии находился епископ Теодольф, ученый и церковный писатель. Он является автором Rituale и Penitentiale , тракта о крещении, миропомазании и причастии, автором гимна  Gloria, laus et honor и издателем Библии.
Во время Столетней войны, 8 мая 1429 года, святая Жанна д'Арк, встав во главе французского гарнизона, избавила Орлеан от осады английскими войсками.
В XVI веке на территории епархии шла религиозная война между католиками и протестантами. Кардинал Оде де Колиньи принял протестантизм. Он был настоятелем нескольких епархиальных аббатств. Уроженцем епархии был также генерал Гаспар де Шатийон, лидер гугенотов. В Орлеане был убит Франсуа I де Гиз, и город стал местом столкновений между католиками, во главе с Гизами, и протестантами, во главе с Конде. В 1567 году гугеноты уничтожили памятник Жанне д'Арк, который был восстановлен католиками в 1569 году, после освобождения города из-под власти протестантов.
20 октября 1622 года епархия Орлеана вошла в состав церковной провинции архиепархии Парижа.
В 1618 и 1619 годах в Орлеан находился святой Франциск Сальский (Франсуа де Саль). В 1627 году во главе монастыря визитанток в Орлеане стала его духовная дочь святая Иоанна Франциска де Шанталь (Жанна Франсуаза де Шанталь).
В 1789 году территория епархии была изменена и совпала с административными границами департаментом Луара. Таким образом часть территории епархии Орлеана вошла в состав епархий Блуа и Шартра; в то же время в состав епархии Орлеана были включены другие территории, отошедшие от епархии Блуа, архиепархии Санса, архиепархии Буржа и епархии Осера.
После заключения конкордата с Францией, буллой Qui Christi Domini Папы Пия VII от 29 ноября 1801 года епархия была расширена за счет включения в её состав территории упраздненной епархии Блуа. 6 октября 1822 года епархия Блуа была восстановлена.
С 1849 по 1878 год кафедру Орлеана занимал Феликс Дюпанлу, один из самых известных интеллектуалов своего времени, сторонник галликанства и либерального католицизма. Это был один из самых смелых противников догмата о непогрешимости Папы, принятом на Первом Ватиканском Соборе, который после, однако, согласившийся с ним. В 1874 году ему также пришлось перейти на римский обряд в своей епархии, которая стала последней во Франции, отказавшейся от галликанского обряда.
9 октября 1966 года епархия вошла в состав церковной провинции архиепархии-митрополии Буржа.
8 декабря 2002 года, после реорганизации епархий во Франции, епархия Орлеана вошла в состав церковной провинции архиепархии-митрополии Тура .

## Ординарии епархии
| - Диклопет (343—346); - Алит; - Десиниан; - святой Эвортий (374—391); - святой Аниан (451 — 17.11.453); - святой Проспер (460); - Магн; - Фебат; - Грациан; - святой Монитор; - святой Флоскул; - Дагон; - Евсевий (500—525); - Леонтий (упоминается в 533); - Антонин (упоминается в 538); - Марк (541—549); - Треклат; - Баудак; - Рикомер (упоминается в 573); - Наматий (583—587); - Австрин (587—604); - Лиудигизиль (614—635); - Аргунд (640); - Легер I (641); - Аудон (646 — 666); - Сигоберт (упоминается в 670); - Суаварих I (693—697); - Бальдаг; - Дальфин; - Адальмар; - Легер II; - Леодеберт; - Суаварих II (717); - святой Евхерий (717/718 — 20.02.738); - Бертин; - Аудульф; - Надавилий; - Деотимий; - Теодульф (787—821); - Иона (822—843); - Агий (843—868); - Вальтерий (869—892); - Троан (893); - Бернон (упоминается в 900); - Ансельм (910—940); - Тьерри I (940—944); - Эрментей (945—972); - Арнульф I (972—979); - Манассия I (упоминается в 980); - Арнульф II (987—1003); - Фульк I (1004—1012); - святой Тьерри II (1016 — 27.01.1021); - Одольрик де Бруа (1021—1035); - Изембар де Бруа (1035 — 24.11.1062); - Адери де Бруа (1063—1067); - Ренье Фландрский (1070—1082); - Арнульф III (1083—1087); - Жан I (1088—1096); - Санкцион (1096—1096); - Жан II (28.12.1096 — 1135); - Эли (1137—1146); - Манассе де Гарланд (1146—1185); - Анри де Дрё (1186 — 25.04.1198); - Юг де Гарланд (1198—1206); - Манассе де Сеньеле (1207—1221); - Филипп де Жуи (1221—1234); | - блаженный Филипп Беррюйе (1234—1236); - Гильом де Бюсси (17.06.1238 — 23.08.1258); - Робер де Куртене (1258 — 01.08.1279); - Жиль Пасте (09.06.1282 — 01.09.1288); - Пьер де Морне (1288—1296) — назначен епископом Осера; - Фредерик Лотарингский (14.02.1296 — 12.06.1299); - Берто де Сен-Дени (23.12.1299 — 01.08.1307); - Рауль Гроспарми (1308 — 18.09.1311); - Милон де Шайи (17.01.1312 — 15.03.1321); - блаженный Роже ле Фор (03.04.1321 — 07.01.1328) — назначен епископа Лиможа; - Жан III де Конфлан (23.12.1327 — 1349) — бенедиктинец; - Филипп III де Конфлан (27.04.1349 — 07.08.1349); - Жан IV де Монморанси (05.10.1349 — 04.11.1363); - Юг II де Феди (24.11.1363 — 06.06.1371) — назначен епископом Арраса; - Жан V Нико (06.06.1371 — 10.03.1383); - Фульк II де Шанак (13.03.1383 — 01.03.1394); - Ги де Прюнеле (13.06.1394 — 1426); - Жан VI де Сен-Мишель (08.04.1426 — 1435); - Гильом II Шарье (21.07.1438 — 09.01.1439) — избранный епископ, назначен епископа Агда; - кардинал Рено де Шартр (09.01.1439 — 04.04.1444) — апостольский администратор; - Жан VII дю Ге (20.04.1444 — 07.10.1447); - Пьер Бюро (20.11.1447 — 10.12.1451) — назначен епископом Безьера; - Жан VIII д'Аркур (10.12.1451 — 1452); - Тибо д’Aссиньи ([05.05.1452 — 24.09.1473); - Франсуа де Брийяк (03.11.1473 — 22.12. 1504) — назначен архиепископом Экса; - Кристоф де Брийяк (22.12.1504 — 04.02.1514) — назначен архиепископом Тура; - Жермен де Гане † (03.07.1514 — 08.03.1520); - кардинал Жан IX д’Oрлеан-Лонгвиль (26.06.1521 — 24.09.1533); - кардинал Антуан Сенген де Медон (06.11.1533 — 20.10.1550) — назначен архиепископом Тулузы; - Франсуа де Фокон (20.11.1550 — 12.10.1551) — назначен епископа Макона; - Пьер Дюшатель (12.10.1551 — 03.02.1552); - Жан X де Морвийе (27.04.1552 — 1564); - Матюрен де Ла Соссе (06.09.1564 — 09.02.1584) - Дени Юро де Шеверни (09.02.1584 — 1586) — избранный епископ; - Жермен Вайян де Гели (27.10.1586 — 15.09.1587); - Жан XI де л’Обеспин (16.03.1588 — 23.02.1596); - Sede vacante (1596—1604); - Габриэль де л’Обеспин (15.03.1604 — 15.08.1630); - Николя де Нерц (27.11.1631 — 20.01.1646); - Альфонс Дельбен (д’Эльбен) (21.01.1647 — 20.05.1665); - кардинал Пьер-Арман дю Камбу де Куален (29.03.1666 — 05.02.1706); - Луи-Гастон Флёрьо д’Aрменонвиль (15.11.1706 — 09.06.1733); - Николя Жозеф де Пари (09.06.1733 — 10.01.1754); - Луи-Жозеф де Монморанси-Лаваль (14 января 1754 — 28 февраля 1758) — назначен епископом Кондона; - Луи-Секстиус Жарент де Ла Брюйер (13.03.1758 — 28.05.1788) - Луи-Франсуа-Александр де Жарант де Сена д’Oржеваль (28.05.1788 — 1791); - Sede vacante (1791—1802); - Этьен-Александр Бернье (09.04.1802 — 01.10.1806); - Клод-Луи Руссо (03.08.1807 — 07.10.1810); - Пьер-Марен Руф де Варикур (23.08.1819 — 09.12.1822); - Жан Брюмо де Борегар (10.03.1823 — 1839); - Франсуа-Николя-Мадлен Морло (08.07.1839 — 28.06.1842) — назначен архиепископом Тура; - Жан-Жак Файе (27.01.1843 — 04.04.1849); - Феликс-Антуан-Фелибер Дюпанлу (28.09.1849 — 11.10.1878); - Пьер-Эктор Кулье (12.10.1878 — 14.06.1893) — назначен архиепископом Леона; - кардинал Станислас-Артюр-Ксавье Туше (29.01.1894 — 23.09.1926); - Жюль-Мари-Виктор Курку (20.12.1926 — 28.03.1951); - Робер Пикар де ла Вакерье (27.08.1951 — 23.05.1963); - Ги-Мари-Жозеф Рьобе (23.05.1963 — 18.07.1978); - Жан-Мари Люстиже (10.11.1979 — 31.01.1981) — назначен архиепископом Парижа; - Рене Люсьен Пиканде (13.06.1981 — 20.10.1997); - Жерар Антуан Докур (02.07.1998 — 18.06.2002) — назначен епископом Нантерра; - Андре Луи Фор (28.11.2002 — 27.07.2010); - Жак Блакар (с 27 июля 2010 года — по настоящее время). |  |

## Статистика
На конец 2004 года из 632 557 человек, проживающих на территории епархии, католиками являлись 448 200 человек, что соответствует 70,9% от общего числа населения епархии.
| год  | население | население | население | священники | священники        | священники         | священники                           | постоянные диаконы | монахи  | монахи  | приходы |
| год  | католики  | всего     | %         | всего      | белое духовенство | черное духовенство | число католиков на одного священника | постоянные диаконы | мужчины | женщины | приходы |
| ---- | --------- | --------- | --------- | ---------- | ----------------- | ------------------ | ------------------------------------ | ------------------ | ------- | ------- | ------- |
| 1950 | 300.000   | 346.918   | 86,5      | 432        | 396               | 36                 | 694                                  |                    | 62      | 830     | 338     |
| 1970 | 395.500   | 430.500   | 91,9      | 359        | 320               | 39                 | 1.101                                |                    | 63      | 694     | 310     |
| 1980 | 455.000   | 495.000   | 91,9      | 304        | 260               | 44                 | 1.496                                | 5                  | 78      | 460     | 293     |
| 1990 | 472.000   | 566.000   | 83,4      | 232        | 198               | 34                 | 2.034                                | 16                 | 66      | 339     | 294     |
| 1999 | 448.200   | 623.600   | 71,9      | 195        | 159               | 36                 | 2.298                                | 24                 | 63      | 231     | 294     |
| 2000 | 448.200   | 617.176   | 72,6      | 192        | 158               | 34                 | 2.334                                | 26                 | 63      | 233     | 294     |
| 2001 | 448.200   | 618.126   | 72,5      | 189        | 155               | 34                 | 2.371                                | 30                 | 64      | 237     | 294     |
| 2002 | 448.200   | 618.126   | 72,5      | 187        | 153               | 34                 | 2.396                                | 29                 | 64      | 209     | 294     |
| 2003 | 448.200   | 632.557   | 70,9      | 183        | 153               | 30                 | 2.449                                | 30                 | 53      | 223     | 294     |
| 2004 | 448.200   | 632.557   | 70,9      | 176        | 146               | 30                 | 2.546                                | 31                 | 51      | 227     | 294     |